# Palkino (Pskow)
Palkino (russisch Па́лкино) ist eine Siedlung städtischen Typs in der Oblast Pskow in Russland mit 2924 Einwohnern (Stand 14. Oktober 2010).

## Geographie
Der Ort liegt knapp 40 km Luftlinie südwestlich des Oblastverwaltungszentrums Pskow am Smolinasee (Smolinskoje-See). Dem See entfließt die Smolinka, die knapp 10 km östlich von links in die Welikaja mündet.
Palkino ist Verwaltungszentrum des Rajons Palkinski. Die Siedlung ist Sitz und einzige Ortschaft der Stadtgemeinde (gorodskoje posselenije) Palkino sowie der Landgemeinde (selskoje posselenije) Palkinskaja wolost mit fast 150 Dörfern,  zu der aber Palkino selbst nicht gehört.

## Geschichte
Der Ort entstand aus mehreren Dörfern, von denen eines unter dem Namen Palkino erstmals im 16. Jahrhundert urkundlich erwähnt wurde. In der Nähe fand am 13. September 1502 die Schlacht am Smolinasee zwischen Truppen der Livländischen Konföderation und des Großfürstentums Moskau statt. In Folge gehörte das Dorf zum Ujesd Pskow des Gouvernements Pskow und wurde Sitz einer Wolost.
Am 1. August 1927 wurde Palkino Verwaltungssitz eines neu geschaffenen, nach ihm benannten Rajons, der vorübergehend von 20. September 1931 bis 15. Februar 1935 wieder aufgelöst war. Im Zweiten Weltkrieg wurde Palkino am 8. Juli 1941 von der deutschen Wehrmacht okkupiert und am 27. Juli 1944 von der Roten Armee im Rahmen der Pskow-Ostrower Operation zurückerobert.
Seit 15. Oktober 1985 besitzt Palkino den Status einer Siedlung städtischen Typs.

### Bevölkerungsentwicklung
| Jahr | Einwohner |
| ---- | --------- |
| 1939 | 512       |
| 1959 | 925       |
| 1970 | 1334      |
| 1979 | 1845      |
| 1989 | 3406      |
| 2002 | 3201      |
| 2010 | 2924      |

Anmerkung: Volkszählungsdaten

## Verkehr
Durch Palkino verläuft die Regionalstraße 58A-313, die das 20 km nordnordwestlich an der föderalen Fernstraße A212 Pskow – estnische Grenze (Teil der Europastraße 77) gelegene Isborsk mit dem 30 km entfernten südöstlich benachbarten Rajonzentrum Ostrow an der föderalen Fernstraße R23 Sankt Petersburg – Pskow – belarussische Grenze (Teil der Europastraße 95) verbindet. Die Welikaja abwärts führt die 58K-327 direkt in das Oblastzentrum Pskow.
Die nächstgelegenen Bahnhöfe befinden sich in Ostrow an der Strecke Sankt Petersburg – Pskow – Daugavpils (Lettland) sowie im ebenfalls etwa 30 km in nördlicher Richtung entfernten Nowy Isborsk (Station Nowoisborsk) an der Strecke Pskow – Petschory – estnische Grenze.